# 劉昱佑
劉昱佑（Oliver Liou Yu-You，1997年6月17日—），台灣政治幕僚，中國國民黨籍。曾任國民黨台中市黨部發言人、青年團總團長、中央常務委員等職，屬台中黑派，黨內歸為連系，為創黨來最年輕中常委紀錄保持者，2018年參選台大學生會會長失利，2022年爭取台中市議員提名失利。

## 生平
劉昱佑出身臺中縣新社鄉（今臺中市新社區），客家人，祖籍廣東大埔。祖父為藝術家劉秋存，故台中縣議員陳西欽、李龍清分別為其曾祖父、高祖父。明道中學畢業後，就讀國立臺灣大學，2017年9月，當選國民黨青年團團長，2018年5月，參選第31屆台大學生會會長在四位候選人中墊底落選。於2019年取得政治學政治理論組及農業經濟學雙學士學位。他進修農業經濟學及統計學，於2021年取得雙碩士學位。他自2022年就讀農業經濟學博士班至今，第一學期獲得椰林優秀博士生獎學金。

## 台中市青年事務
- 2016年首度當選市府青年代表，任都發建設水利委員會一召

- 2017年蟬聯，任警消環衛委員

- 2018年二度蟬聯

- 2018年11月，劉昱佑於粉專質疑管理路樹有行政缺失，以青代身份發文質疑，遭民進黨籍議員候選人黃淑芬提告[7]，結果不起訴

- 2019年，轉任市府青年事務諮詢委員

## 黨職經歷
- 2017年5月，當選中國國民黨全國黨代表

- 2017年9月，當選國民黨青年團總團長並為中央常務委員，成為國民黨青年團有史以來最年輕的負責人，也是中國國民黨肇建以來最年輕的中央常委，紀錄維持至今。任內復辦國民黨青年團的兩大活動：RPG民主實踐營以及穀雨培力，並固定在週三下午於青年團木板區舉辦小客廳沙龍，邀請各界人士開講。

- 2020年起復為台中市黨部發言人，後因服役去職

- 2022年獲國民黨智庫國家政策研究基金會授予孫運璿學人

## 籌備青年節
- 2019年12月，獲委為全國各界青年節籌委會總召集人，任內強調歷史的重要性、推動社會公益。至於籌備工作因受新冠肺炎疫情影響，最後僅青年獎章得主記者發佈會[8]、公益連線活動如期舉行，表揚大會、忠烈祠致祭等青年節系列活動被迫延後

## 相關報導
- 2019年2月18日，台中市政府終止青年事務審議會的運作，劉昱佑認為改制可以做的更好，未經通知就裁撤未免過於粗糙[9]。

- 2019年6月4日，洽逢六四三十週年，劉昱佑指出，六四事件發生當年恰逢國民黨召開了十三屆二中全會。在這次大會上，國民黨要人，包括馬英九、趙少康、林火旺等當時在座的全國黨代表多對六四學運發表肯定言論。劉昱佑評論道，無論李登輝與國民黨關係或外界評價如何，「這場三十年前的談話都展現了國民黨領導人應有的立場與高度[10]。」

- 2019年9月12日，天下雜誌公布縣市首長執政評比，內容多以2018的數據做為比較基礎，劉昱佑指出，2018年以來新任首長只上任五天，不能以此判斷新任市長的施政成效，好的不必攬功，壞的亦不必概括承受[11]。
- 2019年8月18日，總統蔡英文至台中演講，指著台下觀眾說，你們應該向某人道歉，接著前台中市長林佳龍便起身揮手致意。劉昱佑認為選舉勝敗乃常事，不應要求選民道歉[12]。
- 2020年6月24日，國民黨青年部logo意外撞名知名潤滑劑，其主打透明不油膩，劉昱佑則認為宗旨不謀而合，黨內青年應該做世代的潤滑劑，也要推動組織透明、做人不油膩[13]。

- 2022年1月24日，劉昱佑履任國民黨台中市黨部發言人，與涂力旋、鄭伯其與許育璿同時在任[14]。

- 2022年3月9日，國民黨市黨部發言人劉昱佑表示，前台中市長胡志強原本在北屯太原段規劃上千戶的社會住宅，就是在林佳龍上任後，先把一整塊社宅土地分割破碎，更在2016年底以一坪19萬把土地賤賣給建商，這次林靜儀委員提到的鰲峰段社宅，其實也是林佳龍任內決議不列入社宅開發。劉昱佑也呼籲，如果真的關心社宅議題，應該回歸立法院跟國家住宅及都市更新中心[15]。